# كدح (حديبو)

تعديل مصدري - تعديل

كدح هي إحدى قرى مديرية حديبو التابعة لمحافظة سقطرى، بلغ تعداد سكانها 125 نسمة حسب تعداد اليمن لعام 2004.